# 中国高速鉄道CRH5型電車
中国高速鉄道CRH5型電車（ちゅうごくこうそくてつどうCRH5がたでんしゃ）とは、中国の中華人民共和国鉄道部（中国国鉄）が第6次在来線スピードアップのために、フランスのTGVを製造したアルストム社と提携して導入した高速鉄道車両である。なお、外国からの技術移転を基にライセンス生産されている全てのCRH車両は「和諧号」（和諧＝調和の意）と呼ばれている。

## 概要
本型式はアルストム社の技術を導入して製造されたが、電気機関車による動力集中方式である TGV とは違い、旧フィアット社の「ペンドリーノ」ETR600電車をベースとした動力分散方式による高速電車車両である。ただし、ETR600 と違い車体傾斜式車両ではない。営業運転での最高速度は 250 km/h としている。
中国側が契約した数は60編成で、そのうち3編成はイタリアで製造され、完全な形で中国に引き渡された。また6編成は組み立ては中国側とし、部品の状態で中国側に引き渡された。残りの51編成は長春軌道客車股份有限公司が製造した。この契約内容は、他の国へ発注したCRH1 - 3型と同様である。
2006年12月11日にイタリアから長春へ船便で発送され、2007年1月に到着した。中国生産車両については2007年4月に鉄道部に納入され、営業運転で使用されている。
2014年7月1日にCRHシリーズの車両番号表記が変更され、元の番号（CRH5-xxxA）が（CRH5A-5xxx）に変更されたのと同時に、CRH5Aのうち耐寒設備を備えた編成はCRH5G、乾燥地帯向けの編成はCRH5Hと形式が改められている。
2016年11月11日には、中国初の寒冷・乾燥地域への対策を施した寝台高速列車CRH5Eが完成し、中国鉄道公社試験を通じて量産資格を取得した。
2017年7月6日に開通した「宝蘭旅客専用線」向けに製造されたCRH5Gの増備車は、寒冷・乾燥地域での走行により適した仕様になっており、車体の外見もそれまでの編成から変更されている。

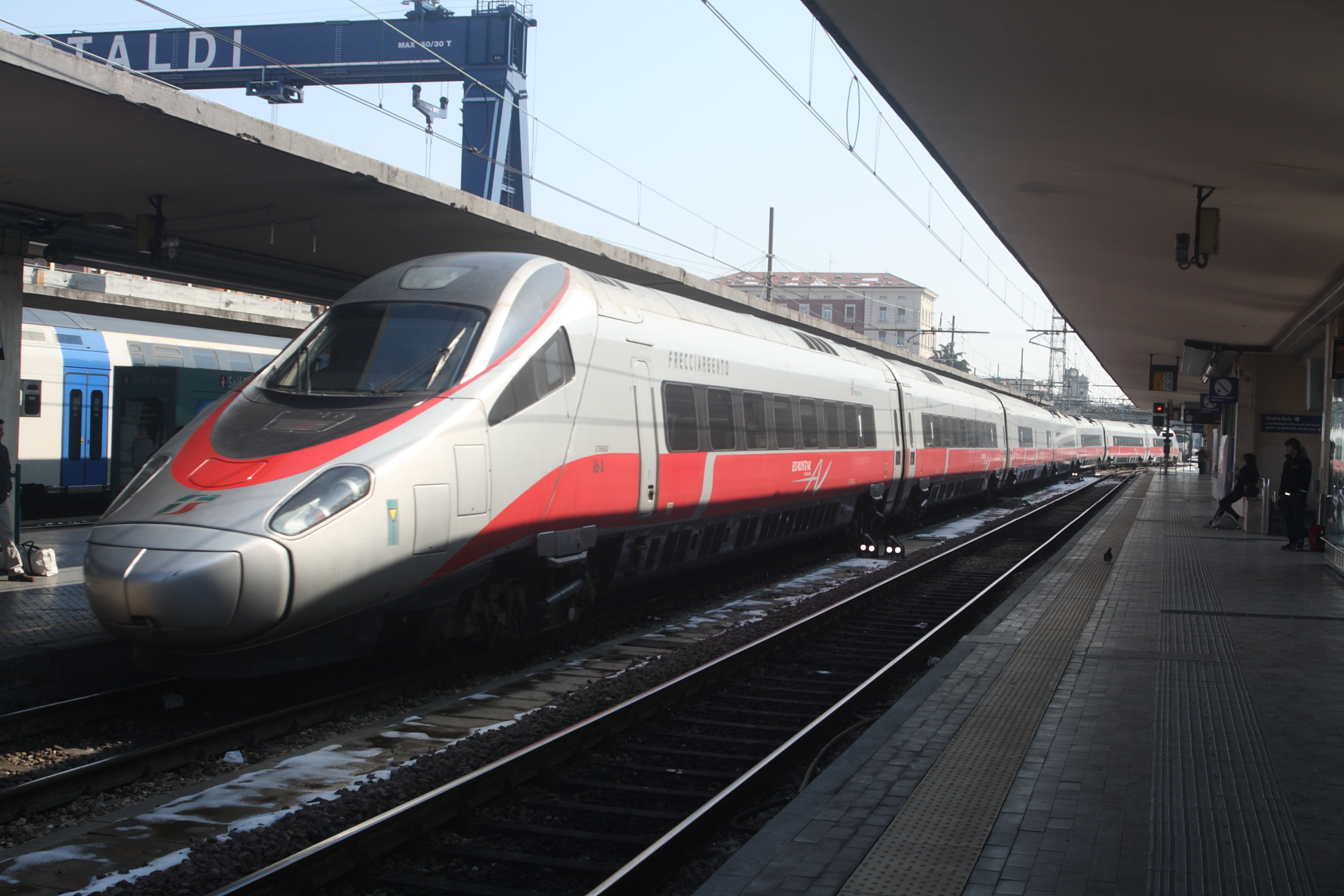
ベースとなったフランス・アルストムのETR600電車
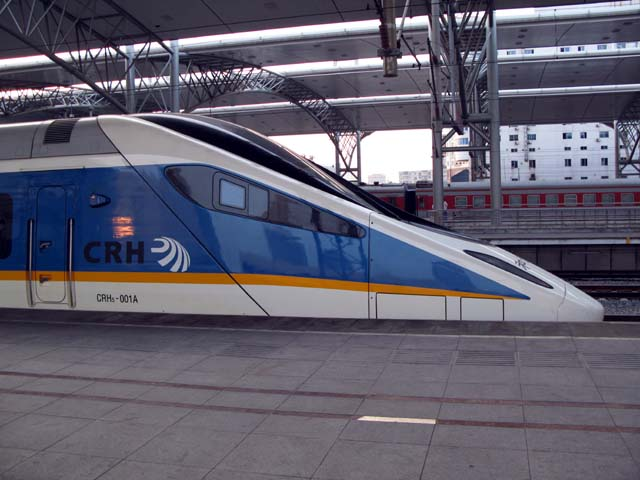
CRH5型電車先頭車両（塗装変更前）
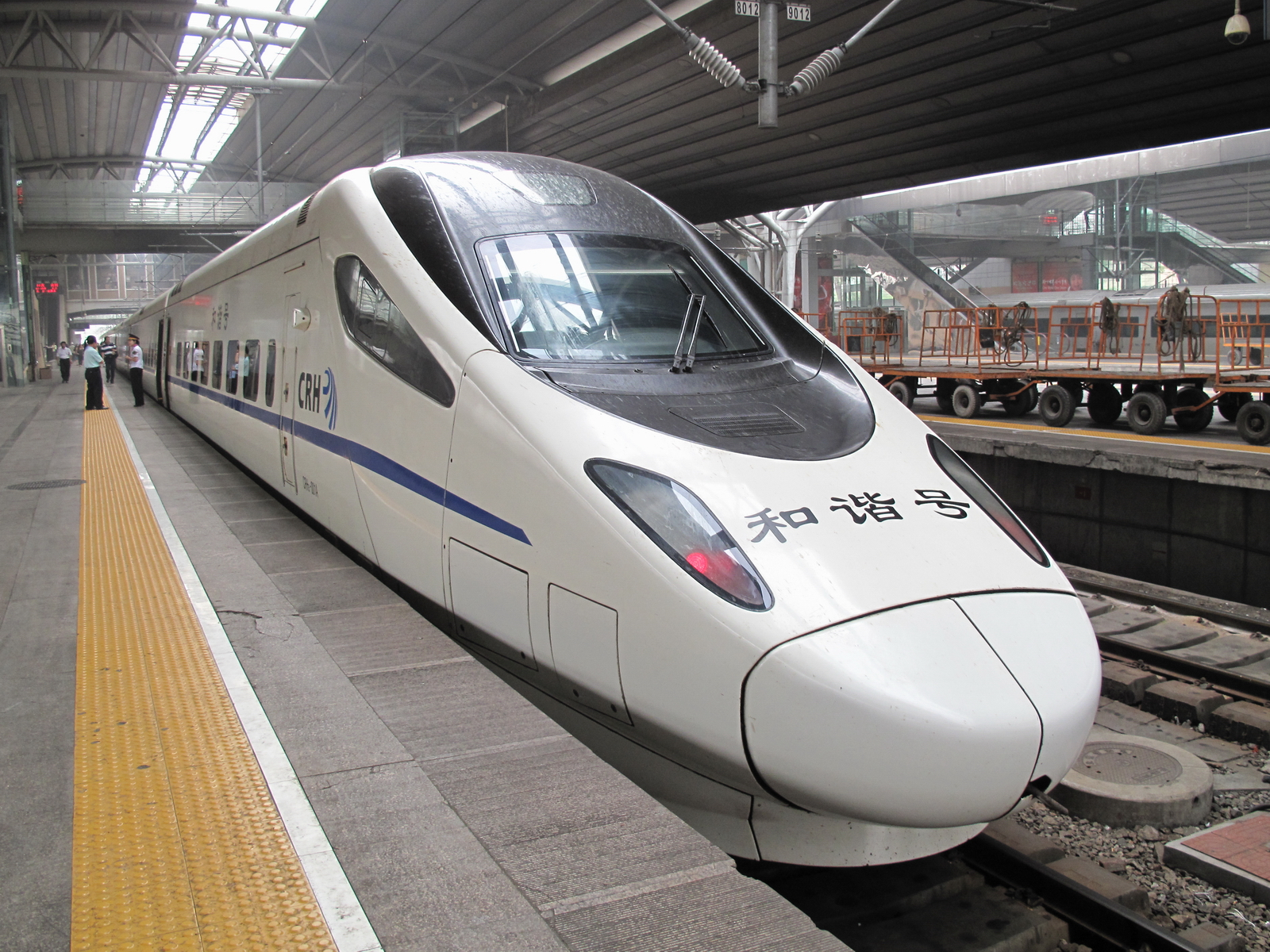
CRH5型電車先頭車両（塗装変更後）
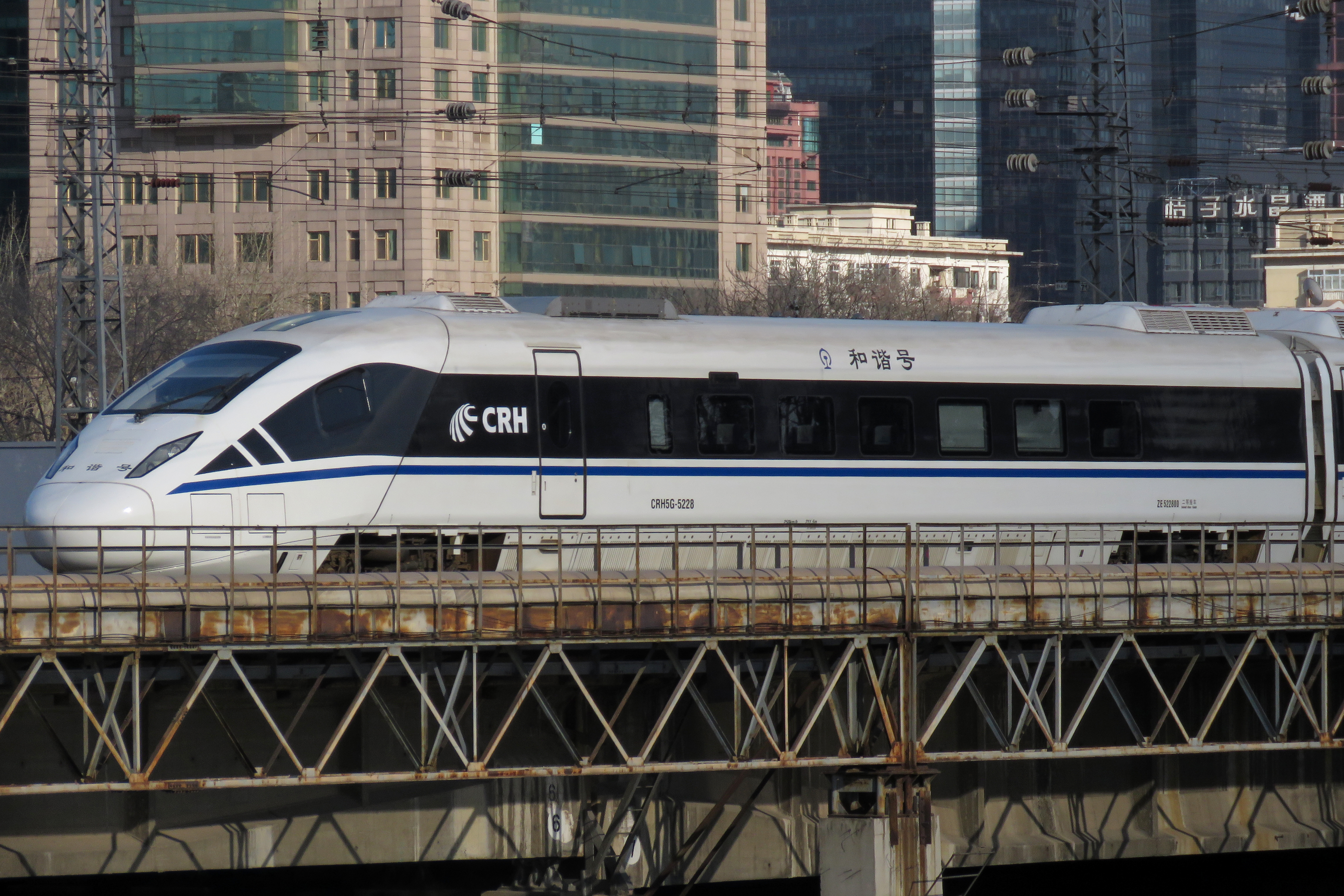
CRH5G型電車（増備車）
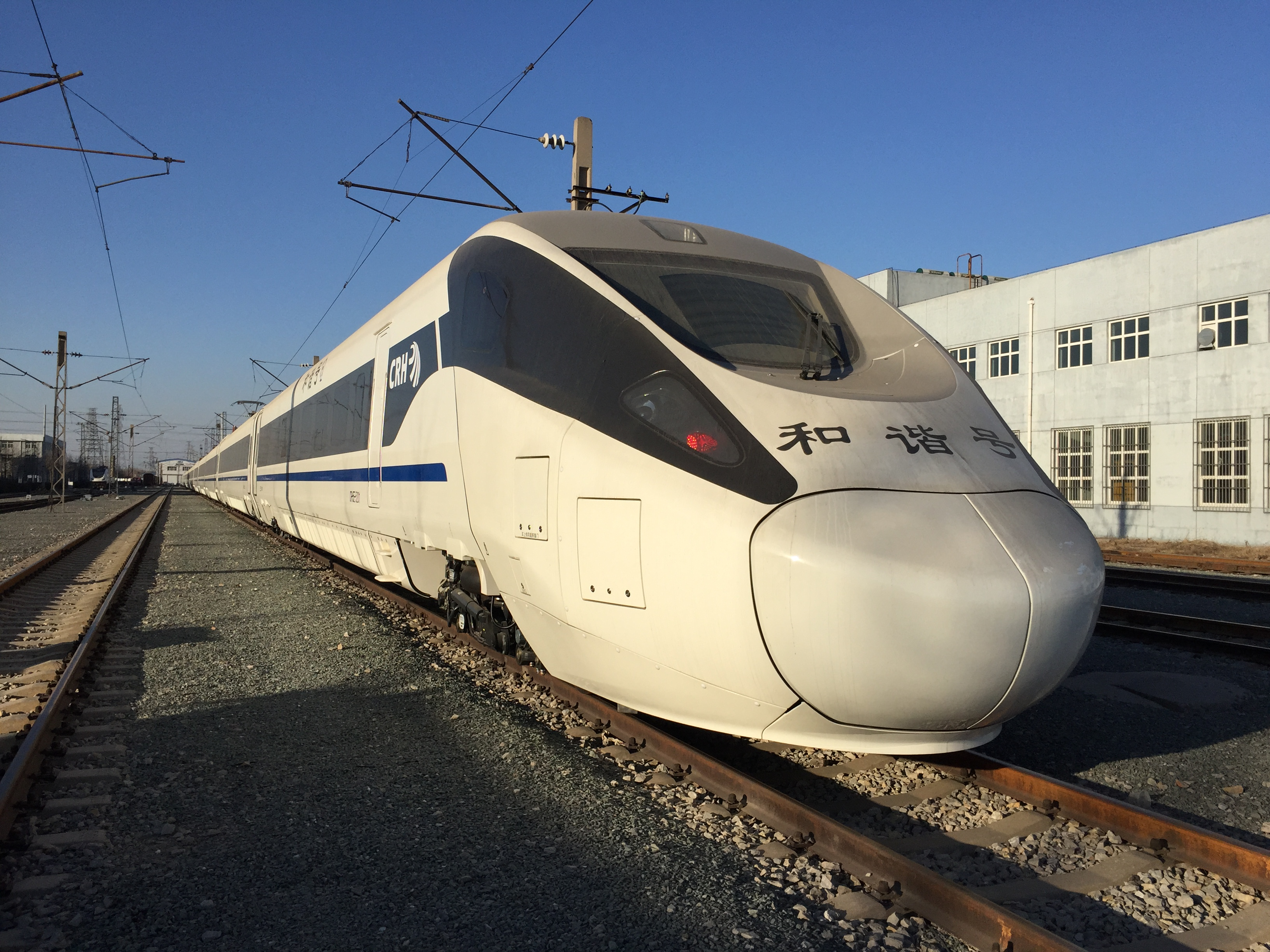
CRH5E型寝台電車

## CRH5(CRH5A)のETR600との違い
車幅が拡張され、新幹線、他のCRH1 - 3型と同等の一列に最大5席を設置。初期の車両の座席の向きはCRH1型と同じ固定式で、CRH2型、CRH3型のように座席の向きを回転して変えることはできなかったが、一部の車両では座席が回転できるようになっている。ただし、回転式の座席を有する車両は、座席定員が減少している。

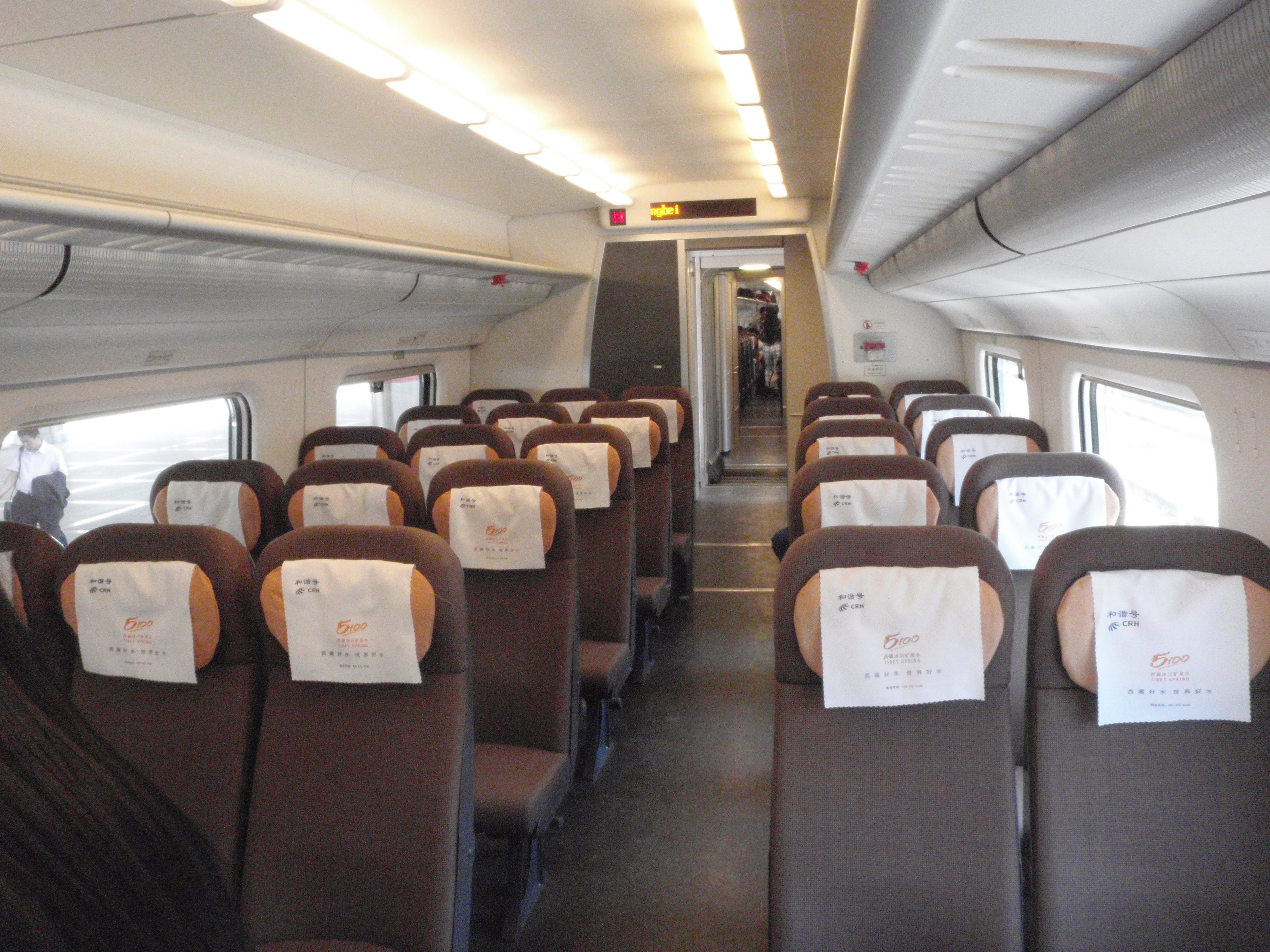
2等車の固定式座席（初期の車両）
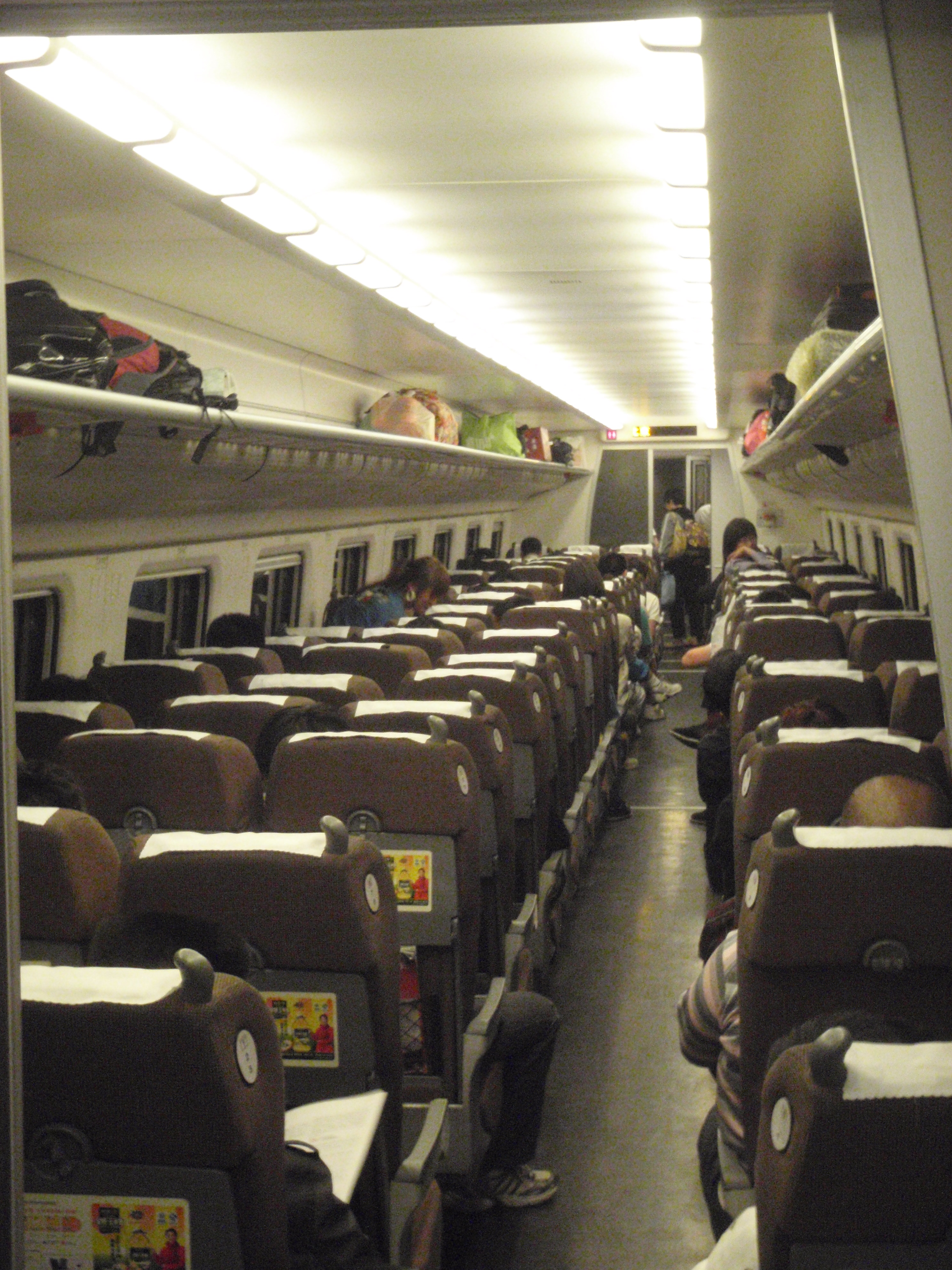
2等車の回転式座席

## 編成表
| 編成番号                                 | 1                    | 2                  | 3                              | 4                  | 5                  | 6                              | 7                  | 8                    |
| CRH5A-5001～5012、5043～5053             | 二等車               | 二等車             | 二等車                         | 二等車             | 二等車             | 二等・食堂合造車               | 二等車             | 一等車               |
| CRH5A-5013～5042、5054～5140             | 一等車               | 二等車             | 二等車                         | 二等車             | 二等車             | 二等・食堂合造車               | 二等車             | 一等車               |
| CRH5G-5141～5200、5206～5229             | 一等車               | 二等車             | 二等車                         | 二等車             | 二等・食堂合造車   | 二等車                         | 二等車             | 二等車               |
| 種類                                     | 電動制御車（Mc）     | 電動車（M）        | 付随車、パンタグラフ搭載（Tp） | 電動車（M）        | 付随車（Tp）（T）  | 付随車、パンタグラフ搭載（Tp） | 電動車（M）        | 電動制御車（Mc）     |
| ユニット                                 | ユニット1（3M+1T）   | ユニット1（3M+1T） | ユニット1（3M+1T）             | ユニット1（3M+1T） | ユニット2（2M+2T） | ユニット2（2M+2T）             | ユニット2（2M+2T） | ユニット2（2M+2T）   |
| 車両番号（CRH5A-5001～5012、5043～5053） | CRH5A-50xx ZE 50xx01 | ZE 50xx02          | ZE 50xx03                      | ZE 50xx04          | ZE 50xx05          | ZEC 50xx06                     | ZE 50xx07          | CRH5A-0xx ZY 50xx00  |
| 定員                                     | 74                   | 93                 | 93                             | 93                 | 93                 | 42                             | 74                 | 60                   |
| 車両番号（CRH5A-5013～5042、5054～5140） | CRH5A-5xxx ZY 5xxx01 | ZE 5xxx02          | ZE 5xxx03                      | ZE 5xxx04          | ZE 5xxx05          | ZEC 5xxx06                     | ZE 5xxx07          | CRH5A-5xxx ZY 5xxx00 |
| 定員                                     | 56                   | 90                 | 90                             | 90                 | 90                 | 40                             | 74                 | 56                   |
| 車両番号（CRH5G-5141～5200、5206～5229） | CRH5G-5xxx ZY 5xxx01 | ZE 5xxx02          | ZE 5xxx03                      | ZE 5xxx04          | ZEC 5xxx05         | ZE 5xxx06                      | ZE 5xxx07          | CRH5G-5xxx ZE 5xxx00 |
| 定員                                     | 48                   | 90                 | 90                             | 77                 | 63                 | 90                             | 90                 | 65                   |